# Can Bretós
Can Bretós és una casa noucentista de Tiana (Maresme) inclosa a l'Inventari del Patrimoni Arquitectònic de Catalunya.

## Descripció
Casa situada al passeig de la Vilesa que ocupa l'eixample sud del nucli urbà. És una casa aïllada o torre d'estiueig, que consta de planta baixa, pis i golfes. Presenta un mur exterior a mitja alçada amb una reixa que envolta el jardí de l'edifici. La teulada del cos principal és a dues aigües, el cos anterior té una coberta plana partida per una teulada a dos vessants perpendicular a la del cos posterior. La majoria de les finestres són rectangulars. Les façanes estan arrebossades i pintades color blanc amb decoracions en esgrafiat.

## Història
La urbanització dels terrenys de l'antiga finca de la Vilesa es va dur a terme cap al final del segle xix i principi del xx. En aquest sector van començar a edificar-se les torres dels estiuejants barcelonins que hi venien a passar les vacances. La major part d'aquestes cases van ser construïdes durant la segona dècada del segle xx, i en elles es pot veure clarament l'estil equilibrat i classicista del noucentisme. La major part d'aquestes obres van ser projectades per Ramon M. Riudor. D'ell és Can Boccato, del 1912 i la mateixa Can Bretós de 1915.